# Victor L. Berger

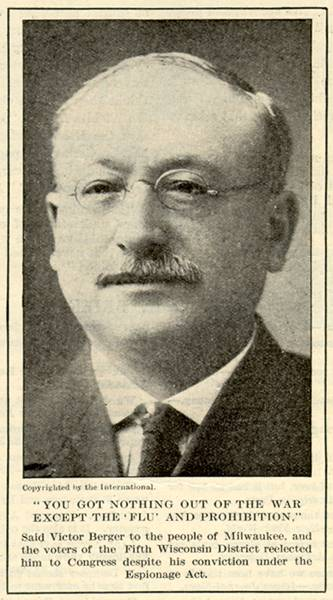
Victor Berger, Foto und Titel eines Literary-Digest-Artikels von 1920

Victor Luitpold Berger (anderen Quellen zufolge Victor Louis Berger; * 28. Februar 1860 in Nieder-Rehbach, Siebenbürgen, Kaisertum Österreich; † 7. August 1929 in Milwaukee, Wisconsin) war ein US-amerikanischer Journalist und Politiker und ein Gründungsmitglied der Sozialistischen Partei Amerikas. Ihm wurde zweimal ein Sitz im Repräsentantenhaus der Vereinigten Staaten verweigert, obwohl er zum wiederholten Male gewählt wurde. 1919 wurde er wegen Verletzung des Espionage Act ohne ausreichende Rechtsgründe verurteilt.

## Frühe Jahre
Geboren wurde Berger als Kind einer jüdischen Familie in Nieder-Rehbach in Siebenbürgen. Er besuchte das Gymnasium in Leutschau und studierte an der Universität Budapest sowie an der Universität Wien. 1878 immigrierten er und seine Eltern in die Vereinigten Staaten. Dort ließen sie sich nahe Bridgeport, Connecticut nieder. 1881 zog er nach Milwaukee, wo er als Lehrer und Zeitungsherausgeber arbeitete. Er vertrieb eine große Anzahl an verschiedenen Zeitungen, darunter auch die deutschsprachige Zeitung Wisconsin Vorwaerts (1892–1911), den Social Democratic Herald (1901–1913) und den Milwaukee Leader (1911–1929). Seine Zeitungen waren eng mit der sozialistischen Bewegung verbunden und sie organisierten die Arbeiter des Milwaukee Federated Trades Council.
1896 war Berger Delegierter bei der Versammlung der People’s Party in St. Louis und 1897 Organisator der Social Democratic Party (später bekannt als Sozialistische Partei Amerikas, die aus der Aufspaltung der Socialist Labor Party entstand und von Berger, Eugene V. Debs, Morris Hillquit und anderen gegründet wurde).

## Erste Amtszeit im Kongress
Berger trat 1904 erfolglos zur Wahl um einen Sitz im Kongress der Vereinigten Staaten an; jedoch konnte er sich 1910 durchsetzen und war somit der erste Sozialist, der ein Kongressmandat erhielt. Im Kongress setzte er sich verstärkt für Themen, die den District of Columbia betrafen, ein. Zu seinen radikaleren Vorschlägen zählten die Abschaffung des Vetos des Präsidenten und die soziale Übernahme von Schlüsselindustrien. Berger wurde national bekannt durch sein Pensionsgesetz, das erste seiner Art im Kongress. Berger konnte die Wiederwahl 1912, 1914 und 1916 nicht gewinnen, aber er blieb aktiv in Wisconsin und in der Politik der Sozialistischen Partei.

## Berger und der Erste Weltkrieg
Bergers Ansichten zum Ersten Weltkrieg waren, aufgrund der sozialistischen Sichtweise und den Schwierigkeiten wegen seiner deutschen Abstammung, kompliziert. Er unterstützte dennoch die Haltung seiner Partei gegen den Krieg. Als die Vereinigten Staaten in den Krieg eintraten und 1917 den Espionage Act einführten, machte das Berger zur Zielscheibe: Er und vier andere wurden im Februar 1918 wegen Insubordination und mangelnder Loyalität gemäß dem Espionage Act angezeigt. Der Prozess folgte am 9. Dezember desselben Jahres; am 20. Februar 1919 wurde Berger zu 20 Jahren Zwangsarbeit im Bundesgefängnis Leavenworth in Kansas verurteilt. Gegen die Verurteilung wurde Berufung eingelegt und der Supreme Court machte die Verurteilung am 31. Januar 1921 wegen eines Verfahrensfehlers rückgängig.
Trotz seiner Anzeige wählten ihn die Bürger von Milwaukee 1918 ins Repräsentantenhaus. Als Berger in Washington ankam, um seinen Sitz zu beanspruchen, wurde vom Kongress ein spezielles Komitee gebildet, das darüber entscheiden sollte, ob ein Verurteilter und Kriegsgegner ein Mitglied des Kongresses sein dürfe. Am 10. November 1919 wurde entschieden, dass er es nicht dürfe, und sein Sitz wurde für frei erklärt. In Wisconsin wurde schnell eine Sonderwahl angesetzt, um den freien Platz zu füllen. Auch diesmal, am 19. Dezember 1919, wurde wieder Berger gewählt, und der Kongress verweigerte ihm auch diesmal (10. Januar 1920) den Sitz, so dass dieser bis 1921 frei blieb, als der Republikaner William H. Stafford den Sitz beanspruchte, nachdem dieser Berger in der Wahl von 1920 bezwungen hatte.

## Zweite Amtszeit im Kongress
Berger wiederum bezwang 1922 Stafford und wurde 1924 und 1926 wiedergewählt. Er beschäftigte sich mit Verfassungsänderungen, der Rente für die Älteren und der Arbeitslosenversicherung. Er unterstützte auch die Anerkennung der Sowjetunion und die Korrektur des Versailler Vertrags. Nachdem er 1928 wiederum von Stafford bezwungen worden war, kehrte er nach Milwaukee zurück und nahm seine Arbeit als Herausgeber wieder auf. Diese Arbeit verfolgte er bis zu seinem Tod bei einem Verkehrsunfall.